# Caviglia

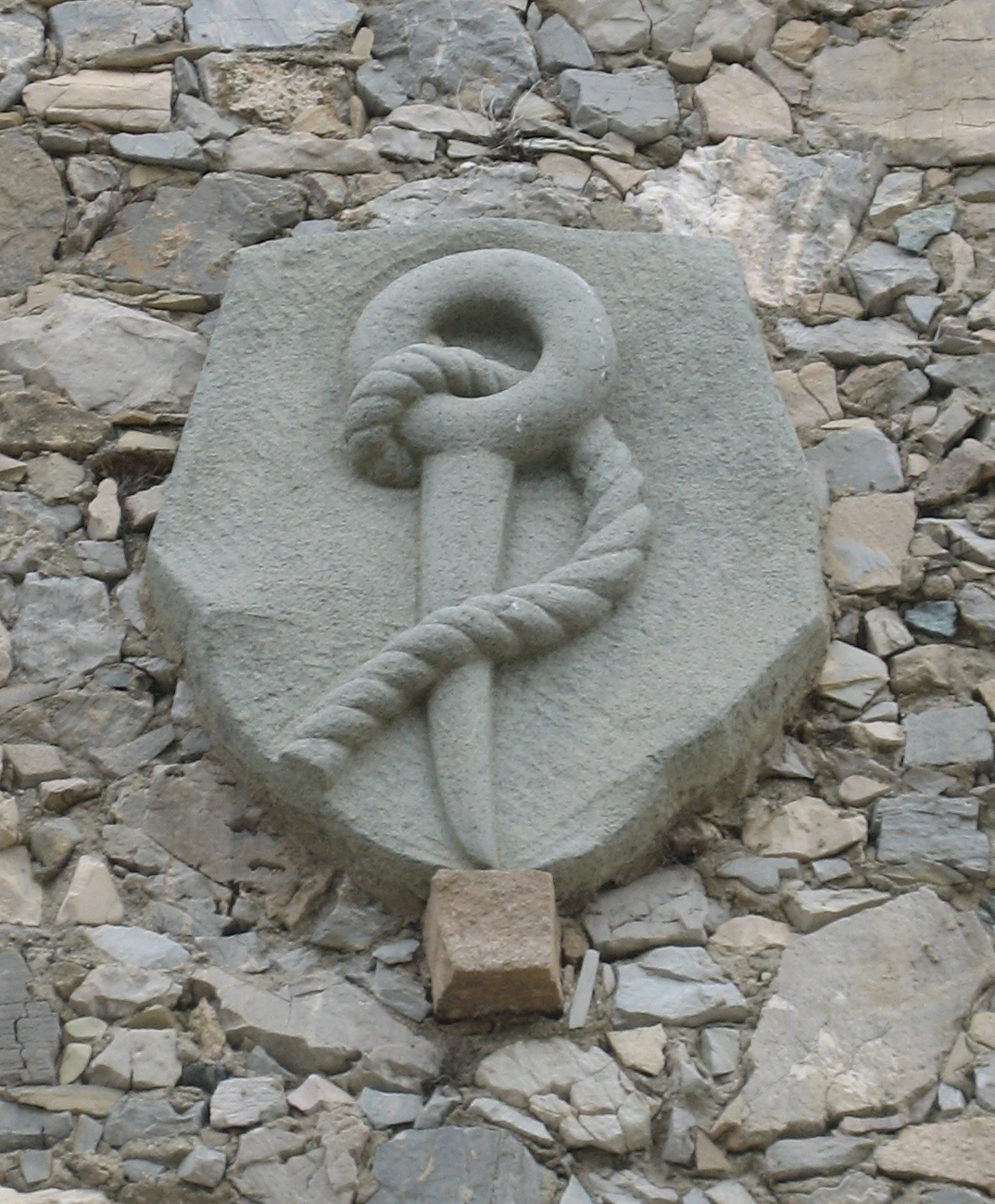
Caviglia Familienwappen am Mausoleum für Enrico Caviglia in Finale Ligure

Caviglia [gaviʎia] (ital. für ein Werkzeug zum Verlängern (Spleißen) und Reparieren von Seilen; deutsch: Marlspieker bzw. Pricker) ist auch ein Familienname.

## Namensträger
- Enrico Caviglia (1862–1945), italienischer General
- Enrique Caviglia (* 1956), argentinischer Tennisspieler
- Giovanni Battista Caviglia (1770–1845), italienischer Kapitän und Ägyptologe
- Juan Caviglia (1929–2022), argentinischer Turner
- Orestes Caviglia (1893–1971), argentinischer Schauspieler und Regisseur